# Lycophotia erythrina
Lycophotia erythrina är en fjärilsart som beskrevs av Herrich-Schäffer 1851. Lycophotia erythrina ingår i släktet Lycophotia och familjen nattflyn. Inga underarter finns listade i Catalogue of Life.

## Bildgalleri

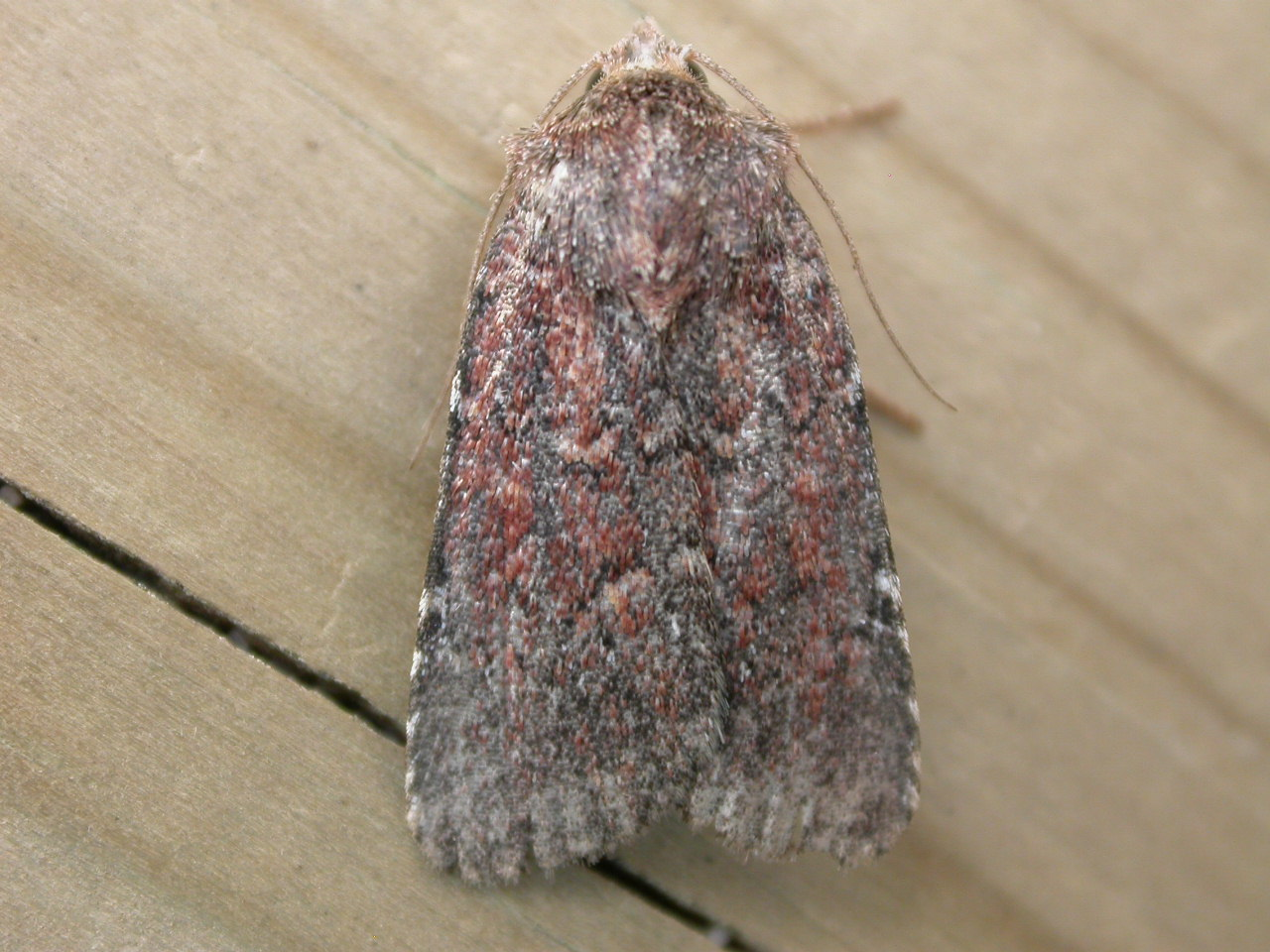
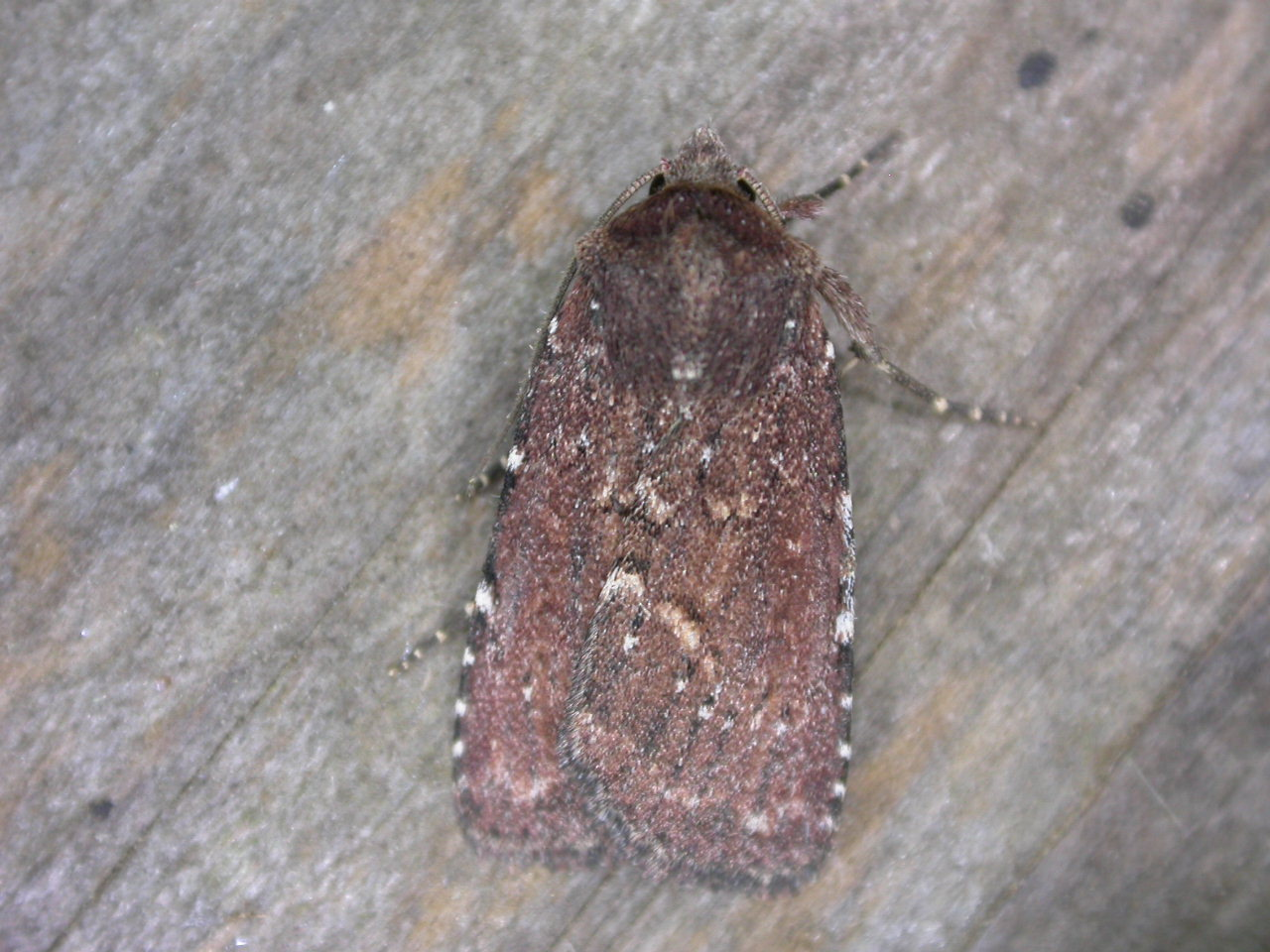